# Twin Mound
Twin Mound è una città fantasma degli Stati Uniti d'America della contea di Douglas nello Stato del Kansas. Deve il suo nome a due tumuli naturali che salgono dolcemente dal paesaggio.

## Storia
Henry Hiatt nacque a Dublin, nell'Indiana, nel 1816. Nel 1856, Hiatt, sua moglie e i loro cinque figli si trasferirono nel Territorio del Kansas stabilendosi a Bloomington. Poco dopo il suo arrivo, Hiatt e altri due uomini gestirono una segheria, ma nel giro di un anno Hiatt decise di trasferirsi con la sua famiglia sette miglia a sud-ovest. I due tumuli quasi identici ispirarono Hiatt perché si stabilì nell'area e fondò la sua comunità, Twin Mounds.
Hiatt non diede alcuna spiegazione sul perché abbia lasciato Bloomington, ma Hiatt si risentì del potere della chiesa organizzata nella società americana, preferendo la versione di Confucio della regola d'oro e forse si oppose ai regolamenti che la Bloomington Town Company imponeva ai residenti. Hiatt era, in larga misura, un anarchico. Hiatt morì nel 1900 e fu sepolto in una bara fatta a mano nel Twin Mound Cemetery, un cimitero che iniziò nel 1858, quando morì la sua prima moglie.
Alla fine la s venne rimossa dal nome della città. La piccola comunità agricola stava crescendo costantemente e Hiatt aveva grandi piani per la città. Cominciò a parlare del Twin Mounds Harmonic College che insegnava scienze, fatti e leggi; non setta, dottrina, natura o credo. Il college sarebbe stato aperto anche a tutte le razze, credi e sessi. Il motivo per cui Hiatt fallì in questa impresa è probabilmente dovuto alla mancanza di esperienza di Hiatt e alla lotta contro un'opposizione più forte che voleva un'università a Lawrence.
L'ufficio postale di Twin Mound, aperto nel 1858, fu chiuso nel 1903.
Il sito della città rimane una piccola comunità agricola. Tutto ciò che rimane è la scuola di una stanza, il cimitero e i due tumuli.